# Marie Claire
Marie Claire è una rivista femminile di moda e attualità francese fondata nel 1937; oggi viene pubblicata in diversi paesi nelle relative lingue nazionali.

## Storia
Venne pubblicato da Jean Prouvost nel 1937 in Francia inizialmente come settimanale. Il nome del periodico è ispirato dal romanzo Marie-Claire di Marguerite Audoux. Uscì tutti i mercoledì per diverso tempo, durante il quale la rivista acquisì una grossa popolarità. La distribuzione però si dovette interrompere nel 1942, quando le truppe tedesche abolirono la stampa dei giornali locali. La rivista non ebbe altre edizioni fino al 1954, quando Marie Claire ricominciò ad essere pubblicata come mensile. Dal 1976 Jean Prouvost cedette la proprietà alla figlia Évelyne, che affiliò il giornale al gruppo L'Oréal.

## Edizioni estere
Marie Claire è una delle riviste a vantare il maggior numero di edizioni internazionali. L'edizione statunitense di Marie Claire è pubblicata dalla Hearst Corporation. La rivista è stampata anche in Argentina, Australia, Brasile, Repubblica Ceca, Cina, Colombia, Grecia, Ungheria, Hong Kong, India, Italia (dalla Hearst Marie Claire), Giappone, Malaysia, Paesi Bassi, Filippine, Russia, Romania, Spagna, Sudafrica, Thailandia, Turchia, Corea del Sud ed Estonia.
In Italia, in seguito all'esperienza settimanale voluta da Palazzi durante gli anni 1960, nell'ottobre del 1987 debutta la versione mensile edita dalla Mondadori, diretta fino al 1994 da Vera Montanari e poi da Chicca Menoni. La formula della rivista non si discosta da quella originale francese: moda, attualità, bellezza e rubriche per una donna emancipata ed anticonformista. 
Nel 2002, anno in cui Valeria Corbetta assume brevemente la carica di direttrice, la testata viene assorbita dal gruppo editoriale Hachette-Rusconi, riproponendo il ritorno di Vera Montanari come direttrice e potenziando al contempo le rubriche incentrate sui temi dell'attualità. Nel 2007 viene nominato il nuovo direttore editoriale, Antonella Bussi. Dal gennaio 2018 al luglio 2021 la direttrice responsabile è stata Antonella Bussi, ex vicedirettrice di Vanity Fair. Dopo la breve direzione di Massimo Russo (luglio 2021 — marzo 2022), da aprile 2022 la direttrice della testata è Manuela Ravasio.